# Фокианос, Саввас
Саввас Фокиано́с Каминарис (греч.  Σάββας Φωκιανός Καμινάρης , Патмос Османская империя 1785 — Бухарест Дунайские княжества 1821) — Османский военачальник начала XIX века греческого происхождения.
Значительная, сколь и одиозная, личность в историографии Придунайского этапа Греческой революции

## Биография
Савва Фокианос, известный также под фамилией Каминарис
, родился в 1785 году на греческом острове Патмос.
Учился на своём родном острове, после чего, в 1796 году:A-374, перебрался в Дунайские княжества (Валахия и Молдова), где от лица султана правили греки-фанариоты, имевшие при себе гарнизоны из так называемых «арнаутов» (то есть носящих юбку-фустанеллу):A-372, в основном греков или эллинизированных православных албанцев.
Фокианос молодым вступил в один из этих гарнизонов и позже стал офицером в охране господарей Молдовы греков фанариотов Александра Каллимакиса и Александра Мурузиса:A-374.
Собственно его вторая фамилия, Каминарис, происходит от должности «каминария», которой его наградил господарь Каллимакис:A-374.
Когда господарем стал Михаил Суцос, Фокианос принял участие, на стороне султанских войск, в войне против паши Видина Пазвантоглу.
С началом русско-турецкой войны 1806—1812, воевал в составе османских войск против русской армии.
Был дважды ранен, проявил исключительные военные способности, за что был награждён везирем Кёр Юсуф-пашой золотым отличием и званием бишбаши (тысячник):A-374.
После награждения и повышения в звании, прибыл в Константинополь, где султанским фирманом был отмечен как «достойный и верный османской Порты» и, как знак почёта, был зачислен в янычарский корпус.
Фокианос гордился своим янычарским званием и всегда носил на груди янычарский знак «орта».
Около 1818 года Фокианос был посвящён в тайное революционное греческое общество Филики Этерия, поставившее своей целью освобождение Греции от турецкого ига:A-374.
Греческий историк Д. Фотиадис считает, что Фокианос-Каминарис вступил в «Общество» из расчёта и планов на будущее:A-373.
Однако тот же Фотиадис пишет, что он не предал «Обществο», и что казалось что Фокианос изменился, проявил бурную патриотическую деятельность и готовил планы военных действий:A-374.
Свою автобиографию, написанную в 1819 году в Бухаресте, Фокианос заканчивал словами « Пусть не допустит Бог моей смерти, если до того не удостоит меня увидеть исполнения желания души моей, которое я питаю к моему несчастному Отечеству».
Фотиадис комментирует его слова «когда бы он сдержал своё обещание:A-374.
Иоаннис Филимон, гетерист и впоследствии историк, так описывал Фокианоса и другого военачальника гοсподарей, Георгакиса Олимпиоса: „Олимпиос был среднего роста, бледный лицом. Савва был крупного телосложения. Высокий. с холёным лицом и проницательным взглядом“.
Но героем, добавляет Филимон, стал первый.

## Накануне
Усилиями гетериста и российского дипломата Георгия Левентиса, Олимпиос и военачальник Яннис Фармакис возглавили гарнизон господаря Валахии Иоанна II Караджи.
В феврале 1820 года Александр Ипсиланти, возглавивший Этерию, в ходе заседания в своём доме в Киеве, назначил Олимпиоса командующим революционных сил в княжествах. Олимпиос приступил к их организации.
В августе 1820 года Ипсиланти выехал в Одессу и направил Эммануила Ксантоса в Галац и Бухарест, с письмами, деньгами и инструкциями для Левентиса, Фармакиса, Фокианоса и Олимпиоса:A-353.
План гетеристов предусматривал отъезд Ипсиланти на Пелопоннес, где и предполагалось начать восстание, в то время как Олимпиос и Фокианос должны были предпринять восстание в Валахии, за 10 дней до начала восстания на Пелопоннесе, чтобы отвлечь внимание и силы осман:A-359.
„Совершенно неожиданно“, 24 октября 1820 года, Ипсиланти принял решение начать военные действия в княжествах, назначил дату выступления 15 ноября, и известил об этом руководителей гетеристов на местах.
Олимпиосу и Фокианосу он дал приказ арестовать господаря Валахии Александра Суцу, сформировать временное правительство и обеспечить переправу через Дунай:A-364.
Среди множества причин изменения начального плана Ипсиланти, греческий историк Д. Фотиадис считает одной из основных необоснованную информацию, полученную от Фокианоса, что планы гетеристов стали известны султану:A-364.
Изменение плана вызвало необходимость привлечь к восстанию местное население Валахии и Молдовы. Этерия поручила Олимпиосу найти человека способного возглавить валахов и молдаван. Олимпиос выбрал Тудора Владимиреску, которого он знал и который как и он служил в русской армии во время русско-турецкой войны 1806—1812:A-374 в чине поручика и командовал корпусом румынских добровольцев-пандуров, действовавшим в войсках господаря Константина Ипсиланти .
17 января 1821 года, воспользовавшись недовольством населения в Олтении, вызванным злоупотреблениями господаря Александра Суцу, который пытался отнять землю у жителей города Тырговиште и обложил новым налогом пандуров, а также предсмертной агонией последнего, Владимиреску, сопровождаемый 36 бойцами Олимпиоса, начал в Тырговишти восстание, опубликовав своё антифеодальное воззвание:A-374. После смерти Суцу, Владимиреску с небольшим отрядом арнаутов отправился по селам Малой Валахии, чтобы поднять восстание. Первыми к Владимиреску присоединились его бывшие соратники пандуры, которые и стали основной силой его восстания.
Поскольку турки не могли, согласно русско-турецкому договору, ввести войска в Валахию, они, ничего не подозревая, поручили подавление восстания Владимиреску тем, кто в действительности и были его организаторами — Олимпиосу и Фармакису. И тогда „начались комедийные сцены“ когда Владимиреску преследователи действительные организаторы его восстания».
16 февраля 1821 года на заседании, в доме сестры Ипсиланти в Кишинёве, было принято решение начать военные действия.
Ипсиланти дал приказ Савве Фокианосу и Олимпиосу захватить Бухарест и Яссы:67.

## Греческая революция
22 февраля Ипсиланти, с группой соратников, перешёл Прут и прибыл в Яссы:A-382.
Он информировал консула России, что не намерен менять статус княжества и что создав армию двинется в Грецию. Олимпиос, получив информацию о переходе Ипсиланти, начал действовать согласно плану.
16 марта Олимпиос и Фармакис вступили в Бухарест, расформировали правление города, подняли флаг революции и назначили комендантами города Фокианоса и Владимиреску, который 19 марта подошёл к греческому монастырю Котроченах, но в город вступил только 20 марта:A-394.
Вдадимиреску направился к зданию митрополии, но оно уже было занято Фокианосом. Повздорив с Фокианосом, Владимиреску занял особняк боярина Бранковяну.
Тем временем, российский император Александр I, под давлением Меттерниха своим письмом из Лейбаха от 14 марта и своей позицией на конгрессе в том же городе, отмежевался от движения Ипсиланти. Почти сразу же, 23 марта, Григорий V (Патриарх Константинопольский) предал анафеме революцию и Ипсиланти.
Олимпиос и Фармакис, для поднятия духа повстанцев, организовали в Бухаресте церемонию, в которой не приняли участие ни Владимиреску, ни Фокианос, ни митрополит Лупос.
Архимандрит Папавасилиу и ещё 2 священника, презревшие анафему, освятили революционное знамя, которое принял гетерист и первый греческий профессиональный актёр Константинос Аристиас.
Аристиас со знаменем, священники, Олимпиос и Фармакис прошли с процессией по городу начав запись добровольцев:A-412.

## Предательство Владимиреску и Фокианоса
Фокианос осознал, что информация о предполагаемом участии России в событиях была лишь тактической уловкой гетеристов, но он подписался под обращением греческих военачальников к российскому императору:A-413.
1 мая турецкие войска, с разрешения России, вошли в княжества.
Комендант Бухареста Савва Каминарис и Владимиреску остались в городе и оба, в попытке спастись, предприняли свою игру.
Владимиреску, с помощью австрийского консула Удрицкого, начал тайные переговоры с турками, ожидая стать господарем Валахии, и обещая им нейтрализовать Ипсиланти:A-416.
8 мая, в один и тот же день, Владимиреску и Фокионас подняли свои флаги. Флаг Фокионаса был белым, с распятием Христа.
Фотиадис и Спиридон Трикупис пишут, что план Фокионаса был «более сатанинский, нежели план Владимиреску».
Он решил истребить и Ипсиланти, и Владимиреску. Он знал, что одних слов покаяния было недостаточно и нужно было сопроводить слова действиями. Заключив «волчий договор» с Владимиреску, он продолжал играть роль верного соратника Ипсиланти, обвиняя одного перед другим.
15 мая при, приближении турок к Бухаресту, Владимиреску бежал в горы в расположение Олимпиоса.
На следующий день, во главе своей верной тысячи всадников, город покинул Фокианос, который направился сразу в ставку Ипсиланти в Тырговишти:A-417, предупреждая Ипсиланти беречься от Владимиреску.
В тот же жень турки вошли в Бухарест, казнив около 150 греков, сербов и болгар, указанных румынскими боярами как сторонники Ипсиланти:A-417.
Олимпиос потребовал встречи с Владимиреску и тот успокоил его, что он по прежнему друг и соратник.
Однако Владимиреску продолжил переговоры с турками.
21 мая Олимпиос, узнав о смуте в лагере Владимиреску, во главе 230 бойцов, прибыл в Голешти, где стояли 3 тысячи валашских пандуров. Без обиняков Олимпиос обвинил публично своего бывшего друга в предательстве и, заручившись согласием пандур, отправил Владимиреску в лагерь Ипсиланти в Тырговишти, под трибунал:A-417.
Трибунал гетеристов приговорил Владимиреску к смерти, но Каравиас и адъютант Ипсиланти поляк Гарновский исполнили приговор таким образом, что это стало злодейским убийством:A-418.
Хотя факт готовившегося удара Владимиреску против гетеристов не оспаривался и их противниками поспешный суд и убийство практически лишило гетеристов поддержки местного населения в ходе военных действий на чужой территории. Однако много пандур Владимиреску вступили в отряд Олимпиоса.
27 мая турки начали осаду монастыря Дочету, в 4 часах от Тырговишти. Хотя победа у монастыря стала одним из героических эпизодов войны гетеристов, бежавший с поля боя военачальник Дукас принёс панику в Тырговишти.
В этот момент, 29 мая, Фокианос «снял маску» гетеритса, отправился к Кехая бею и покорился, пообещав лично взять в плен Ипсиланти. Во главе своей тысячи всадников и 2 тысяч приданных ему османских всадников, он бросился преследовать Ипсиланти, настиг его арьергард, и, взяв в плен 20 гетеристов, отрубил им голову, как подтверждение своей преданности османам:A-423.
В последовавшем сражении при Драгашани 7(19) июня гетеристы потерпели поражение и потеряли надежду на счастливый исход своей кампании в княжествах. Ипсиланти в сопровождении отряда Олимпиоса направился к австрийской границе, в надежде через Триест добраться до восставшей к этому времени Греции.
В своём последнем обращении к гетеристам, Ипсиланти предал «проклятию греков соплеменников нарушившего клятву и предателя Савву», первым среди проклинаемых им персон:A-428.

## Расплата
Фокианοс, с верной ему тысячей греческих и сербских всадников, преследовал остатки армии Ипсиланти.
В монастыре Козиа он блокировал капитана Диамантиса с несколькими бойцами и гарантировал им жизнь. Однако сразу после их сдачи, отправил их в Константинополь, где им отрубили головы.
Узнав о том, что Олимпиос и Фармакис расположились в монастыре Курте де Арджеши, турки и Фокионас ринулись туда, но не застали их.
После этого они осадили безымянного сербского архимандрита с 300 бойцами в ущелье горы Колчи.
Гетеристы дали бой и порвались в австрийскую Трансильванию.
Но австрийцы выдворили их назад, на османскую территорию.
В последовавшей погоне архимандрит был взят в плен, отослан в Бухарест и казнён.
Кехая бей отозвал своего Сириклиоглу и Фокионаса в Бухарест, для «награды победителей».
Фокианос был счастлив.
Оставив по запросу турок 400 всадников для пограничной службы, 6 августа, во главе своих 600 всадников, Фокианοс вступил в Бухарест.
Кехая бей выразил желание видеть его на следующий день.
7 августа, в воскресенье, Фокианос и 27 всадников прибыли в особняк, где располагался Кехая бей.
Спешившись, 25 всадников остались во дворе, Фокианос, в сопровождении двух, поднялся к Кехая бею, но не дошёл, будучи пристреленным вместе с двумя соратниками в коридоре особняка:A-442.
Остававшимся во дворе удалось лишь дорого продать свою жизнь. Лишь одному удалось, бежать известив отряд Фокианоса о случившемся.
Кехая бей обещал за каждого убитого человека Фокианоса 1 махмудие.
В ходе боя на улицах города, турки отсекали головы как убитым людям Фокианоса, так и не в чём неповинным жителям Бухареста.
Кехая бей, просчитав что количество принесённых ему голов стало превышать число людей Фокианоса, дал приказ прекратить резню, «не потому что насытился кровью, но из экономии»:A-443.
Головы Фокианоса и его двух соратников были отправлены в Константинополь, на всеобщее обозрение

## Героический эпилог бойни отряда Фокианоса
Военачальник Танасис Пипис и 12 его земляков греков из Химары Северного Эпира запёрлись в церкви Святого Николая.
Их отчаянная оборона вынудила турок сжечь 30 окружающих домов, чтобы установить орудия. Но артиллеристы гибли один за другим от огня химариотов
Лишь к полуночи бой стих.
На следующий день бой возобновился. Рухнул купол, образовалась брешь в стене, куда турки забрасывали горящую смолистую ветошь.
5 оборонявшихся сгорели заживо, 2 умерли от удушья, остальные от ран. Лишь Пипис выбежал с клинком из церкви и, по рассказам осман, успел «зарезать 13 турок», перед тем как был убит сам:A-444.
Трикупис пишет, что химариотов было 26 и что трём из них удалось прорваться и спастись.
Турецкое вероломство и расплата за лояльность предателя Фокианоса впечатлили современников. Среди прочих, в Германии широко разошлась гравюра под названием «Турецкая лояльность».